# Гирокомпас
Гироко́мпас  (морск. жаргон. гирокомпа́с) — компас, в котором в качестве чувствительного элемента используется гироскоп. Гироскоп является датчиком инерциальной информации. В настоящее время гироскопические приборы строятся на основании различных принципов: вибрационные, шаровые, магнитодинамические, волновые, лазерные, ядерные и другие. Предназначен для определения курса объекта, а также азимута (пеленга) ориентируемого направления. Принцип действия гирокомпаса основан на использовании свойств гироскопа и суточного вращения Земли. Его идея была предложена французским учёным Фуко.
Гирокомпасы широко применяются в морской навигации и ракетной технике. Они имеют два важных преимущества перед магнитными компасами:
- они показывают направление на истинный полюс, то есть на ту точку, через которую проходит ось вращения Земли, в то время как магнитный компас указывает направление на магнитный полюс
- они гораздо менее чувствительны к внешним магнитным полям, например, тем полям, которые создаются ферромагнитными деталями корпуса судна

## Принцип действия гирокомпаса
Гирокомпас — это, по существу, гироскоп, то есть вращающееся колесо (ротор), установленное в кардановом подвесе, который обеспечивает оси ротора свободную ориентацию в пространстве.
Предположим, ротор начал вращаться вокруг своей оси, направление которой отлично от земной оси. В силу закона сохранения момента импульса, ротор будет сохранять свою ориентацию в пространстве. Поскольку Земля вращается, неподвижный относительно Земли наблюдатель видит, что ось гироскопа делает оборот за 24 часа. Такой вращающийся гироскоп сам по себе не является навигационным средством. Для возникновения прецессии ротор удерживают в плоскости горизонта, например, с помощью груза, удерживающего ось ротора в горизонтальном положении по отношению к земной поверхности. В этом случае сила тяжести будет создавать крутящий момент, и ось ротора будет поворачиваться на истинный север. Поскольку груз удерживает ось ротора в горизонтальном положении по отношению к земной поверхности, ось никогда не может совпадать с осью вращения Земли, только на экваторе они будут параллельны.

## История создания гирокомпаса
Гироскоп был запатентован в 1885 году голландцем Мариусом Герардусом ван ден Босом, но его гироскоп никогда должным образом не работал. Француз Артур Кребс в 1889 году сконструировал маятниковый гирокомпас для экспериментов на подводной лодке Gymnote. Это позволило Gymnote в 1890 году преодолеть морскую блокаду, проплыв под килем броненосца, оставшись незамеченной.

### Патентный скандал
В 1903 году немец Герман Аншютц-Кемпфе сконструировал работающий гирокомпас и получил патент на его изобретение в 1908 году в Германии. Одновременно американский изобретатель Элмер Сперри запатентовал гироскоп в США. Когда Сперри попытался продать своё устройство германскому военно-морскому флоту, Аншютц-Кемпфе подал в суд иск за нарушение патентного законодательства. Сперри утверждал, что патент Аншютц-Кемпфе недействителен, так как патентуемое устройство незначительно отличается от гироскопа ван ден Боса.
Патентным экспертом по иску выступал знаменитый физик Альберт Эйнштейн. Сначала он согласился с Элмером Сперри, но затем изменил своё мнение, признав, что патент Аншютц-Кемпфе был действителен, а Сперри нарушил авторское право, использовав специфический способ затухания. Аншютц-Кемпфе выиграл процесс в 1915 году.
В 1923 году Макс Шулер М. Шулер (англ. Max Schuler) опубликовал статью, в которой высказал наблюдение, что если бы гирокомпас имел настройку Шулера таким образом, чтобы его период колебаний составлял 84,4 минуты (что является периодом обращения воображаемого спутника, вращающегося вокруг Земли на уровне моря), то его можно было бы сделать нечувствительным к боковому движению и сохранить курсовую устойчивость.

## Практическая реализация гирокомпаса
Морской гирокомпас обычно основывается на гиросфере. Гиросфера — полый металлический шар, внутри которого имеются вращающиеся с высокой скоростью гироскопы. Привод вращения — электродвигатели. Сфера герметична, заполнена водородом для уменьшения потерь на трение, содержит на дне небольшое количество смазывающего масла. Для запитки электродвигателя сферы выполняются составными с токоизолирующим бандажом между частями, питающее напряжение (обычно переменное высокой частоты) подаётся через токопроводящую жидкость, состоящую из воды, глицерина, этилового спирта и борной кислоты, в которой плавает сфера.
Существует два способа предотвращения контакта сферы с дном или крышкой сосуда, в обоих случаях они основаны на применении ртути как жидкости с высокой плотностью, нерастворимой в воде.
В первом случае небольшое количество, около 50 мл, ртути выливается на дно сосуда, а сфера изготавливается с небольшой отрицательной плавучестью и тонет в спецжидкости до тех пор, пока не достигает слоя ртути, ниже которого уже не тонет из-за большого веса вытесняемой ртути.
Во втором варианте сфера имеет положительную плавучесть и коническое углубление наверху, в которое опять же наливается ртуть, и входит конический выступ крышки сосуда.
На советских и российских гирокомпасах применяется первый способ, жидкость подлежит замене не реже, чем раз в полгода из-за ухудшения её свойств. В некоторых современных гирокомпасах применяется динамическое удержание гиросферы в струе поддерживающей жидкости, непрерывно прокачиваемой насосом снизу вверх. В этом случае ртутной подушки нет, такие гирокомпасы дешевле, проще в обслуживании и безопаснее.

## Ошибки измерения гирокомпаса
Гирокомпас может создавать ошибки измерения. Например, резкое изменение курса, скорости или широты могут вызывать девиацию, которая будет существовать до тех пор, пока гироскоп не отработает такое изменение. На большинстве современных судов имеются системы спутниковой навигации (типа GPS) и (или) другие навигационные средства, которые передают во встроенный компьютер гирокомпаса поправки.